# Rolex Monte-Carlo Masters 2018
El Masters de Montecarlo 2018, també conegut com a Rolex Monte-Carlo Masters 2018, és un esdeveniment tennístic disputat a l'aire lliure en terra batuda que pertany a la categoria ATP World Tour Masters 1000 de l'ATP. La 112a edició del torneig es va celebrar entre el 14 i el 22 d'abril del 2018 al Monte Carlo Country Club de Ròcabruna Caup Martin, França, prop de Montecarlo, Mònaco.
El tennista manacorí Rafael Nadal va establir un nou rècord en la història del tennis en guanyar per onzena ocasió aquest títol en les dotze finals que ha disputat, i tercer consecutiu a Montecarlo. Aquest fou el 31è títol de categoria Masters del seu palmarès, tornant a encapçalar la classificació de tennista amb més títols Masters en solitari. La parella estatunidenca formada pels germans Bob i Mike Bryan també van repetir guanyant a Montecarlo per sisena ocasió, esdevenint el 38è Masters del seu palmarès. Aquest fou el segon títol de la temporada, ambdós Masters, de quatre finals.

## Caps de sèrie

### Individual masculí
| CS | Tennistes           | Rànquing |
| -- | ------------------- | -------- |
| 1  | Rafael Nadal        | 1        |
| 2  | Marin Čilić         | 3        |
| 3  | Alexander Zverev    | 4        |
| 4  | Grígor Dimitrov     | 5        |
| 5  | Dominic Thiem       | 7        |
| 6  | David Goffin        | 10       |
| 7  | Lucas Pouille       | 11       |
| 8  | Pablo Carreño Busta | 12       |

| CS | Tennistes             | Rànquing |
| -- | --------------------- | -------- |
| 9  | Novak Đoković         | 13       |
| 10 | Diego Schwartzman     | 15       |
| 11 | Roberto Bautista Agut | 17       |
| 12 | Tomáš Berdych         | 18       |
| 13 | Fabio Fognini         | 20       |
| 14 | Milos Raonic          | 22       |
| 15 | Albert Ramos Viñolas  | 23       |
| 16 | Adrian Mannarino      | 25       |

### Dobles masculins
| CS | Tennistes             | Tennistes     | Rànquing |
| -- | --------------------- | ------------- | -------- |
| 1  | Łukasz Kubot          | Marcelo Melo  | 2        |
| 2  | Henri Kontinen        | John Peers    | 9        |
| 3  | Oliver Marach         | Mate Pavić    | 9        |
| 4  | Bob Bryan             | Mike Bryan    | 14       |
| 5  | Pierre-Hugues Herbert | Nicolas Mahut | 22       |
| 6  | Jean-Julien Rojer     | Horia Tecău   | 23       |
| 7  | Jamie Murray          | Bruno Soares  | 29       |
| 8  | Ivan Dodig            | Rajeev Ram    | 37       |

## Campions

### Individual masculí
- Rafael Nadal va derrotar  Kei Nishikori, 6−3, 6−2

### Dobles masculins
- Bob Bryan /  Mike Bryan van derrotar  Oliver Marach /  Mate Pavić, 7−6(5), 6−3